# Эдемский сад с грехопадением человека
«Эдемский сад с грехопадением человека», или «Земной рай с грехопадением Адама и Евы» — картина Питера Пауля Рубенса, написанная им совместно с Яном Брейгелем (Старшим) около 1615 года. Хранится в художественном музее Маурицхёйс в Гааге. На картине изображен момент, предшествующий вкушению запретного плода и грехопадению человека.

## Описание
Инициатива создания картины, вероятно, принадлежала Брейгелю. С 1594 года картины с изображением рая были одной из его специализаций. Всего он создал не менее 106 картин, на которых Адам и Ева часто оставались второстепенными фигурами на заднем плане, а всё внимание было сосредоточено на райском пейзаже с его буйной флорой и фауной. Однако в начале своей карьеры, около 1596 года, он вместе с Хендриком де Клерком написал сцену, очень напоминающую «Земной рай» в Маурицхёйсе.
В левой части картины Адам и Ева занимают доминирующее место. Они стоят под древом познания добра и зла, на котором растут не только яблоки, но и другие плоды. Ева отдает яблоко Адаму, а другой рукой срывает новое. Поза Адама заимствована из Бельведерского торса, который Рубенс видел в Риме и регулярно использовал в своих работах. Обезьяна в левом нижнем углу уже начала есть яблоко — символ греха. Однако над головой Адама видна и виноградная гроздь. Этот символ указывает на распятие Христа и, следовательно, на искупление от первородного греха. Через ручей находится древо жизни, также изобилующее плодами и птицами.
Двое художников были известны не только как соавторы, но и как лучшие друзья: настолько, что Рубенс был крестным отцом детей Брейгеля. Оба художника были ведущими живописцами первых трех десятилетий XVII века. После того как Брейгель обозначил композицию на эскизе, Рубенс приступил к работе. Он написал Адама, Еву, коричневого коня, змею и камень, на котором сидит Адам. Это можно установить потому, что художники использовали совершенно разный стиль. Если Рубенс работал с несколькими прозрачными слоями краски, то Брейгель наносил краску непрозрачно, оставляя видимыми отдельные мазки.

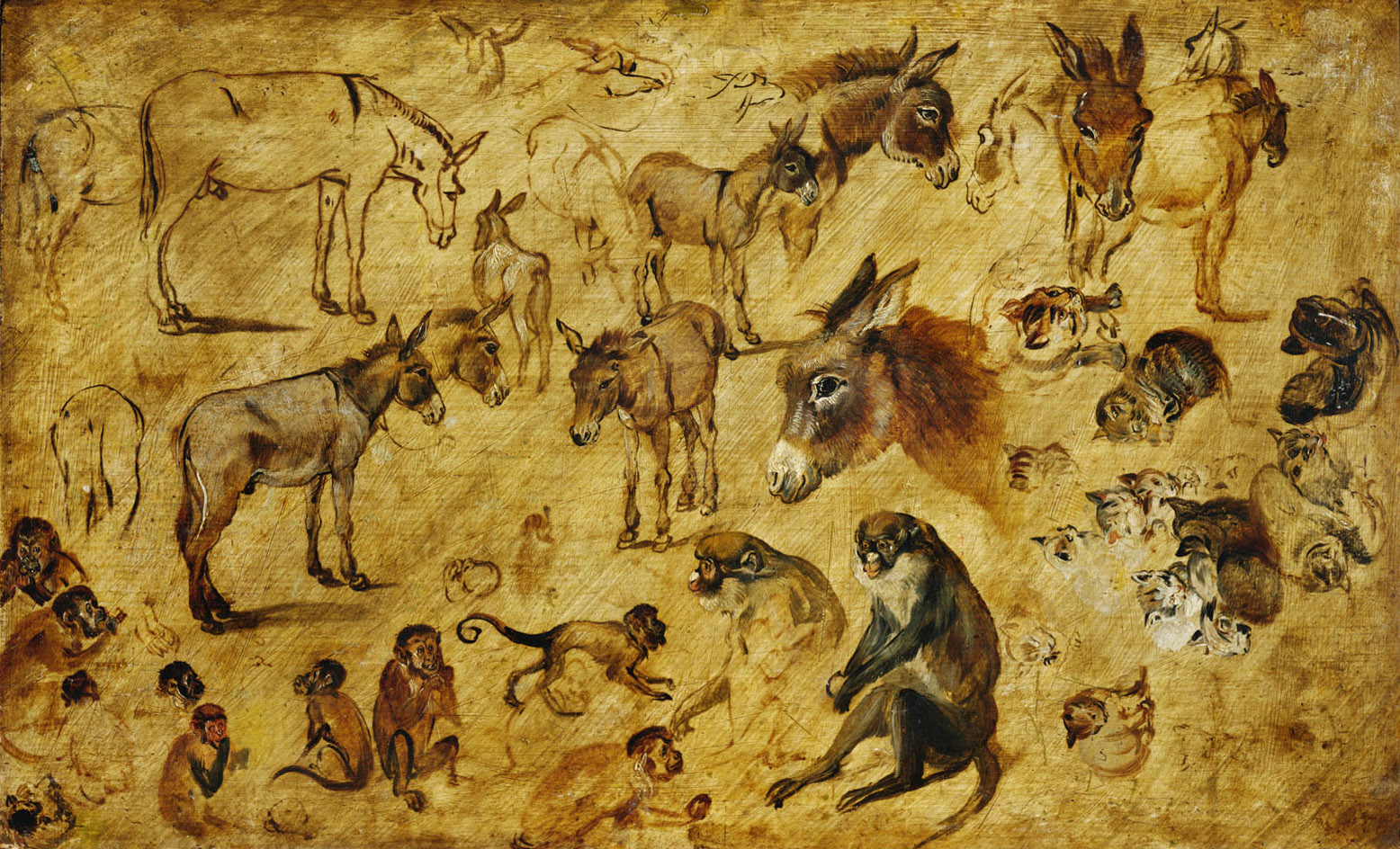
Брейгель. Набросок с изображением ослов, кошек и обезьян

Несмотря на то, что до наших дней дошли лишь немногие работы, Брейгель наверняка сделал множество этюдов с животными. Действительно, некоторые животные одинаково повторяются на разных картинах. Например, в Музее истории искусств хранится эскиз, изображающий обезьяну, кусающую яблоко. Вполне вероятно, что Брейгель видел многих животных своими глазами. Известно, что в 1604 году он посетил зверинец Рудольфа II в Праге. Есть и исключения: например, льва и белую лошадь на заднем плане он позаимствовал у Рубенса. Во времена Брейгеля благодаря путешествиям первооткрывателей постоянно описывались новые виды животных, начинала разрабатываться научная классификация. Его картина «Рай», представляющая собой своеобразную рисованную энциклопедию животного мира, стала желанным цветным дополнением к публикациям на эту тему.
Картина вызвала всеобщее восхищение и в 1766 году попала в коллекцию штатгальтера. Арнольд Хоубракен писал о ней в своей работе «De groote schouburgh der Nederlantsche konstschilders en schilderessen».
Самое выдающееся произведение искусства, которое я видел у него [Брейгеля], — это так называемый рай, написанный г-ном Ле Корт ван дер Воортом в Лейдене, в котором множество всевозможных животных изображено самым красивым образом, на фоне пейзажа, написанного не менее художественно: и Адам и Ева написаны Руббенсом самым тщательным образом

## Провенанс
С 1766 года картина находилась в коллекции Питера де ла Корта ван дер Воорта из Лейдена. Затем она перешла во владение Виллема V, а в 1816 году была передана в коллекцию Королевской картинной галереи Маурицхёйс в Гааге.